# Бенин на летних Олимпийских играх 1992
Бенин принимал участие в Летних Олимпийских играх 1992 года в Барселоне (Испания) в пятый раз за свою историю, но не завоевал ни одной медали. Страну представляли 4 мужчины и 2 женщины.

## Результаты соревнований

### Велоспорт

#### Шоссейный велоспорт
Спортсменов — 2
Мужчины
| Соревнование    | Спортсмен      | Время | Место | Отставание |
| --------------- | -------------- | ----- | ----- | ---------- |
| Групповая гонка | Фернан Гандайо | DNF   | DNF   | DNF        |
| Групповая гонка | Косси Уэгбан   | DNF   | DNF   | DNF        |

### Лёгкая атлетика
Спортсменов — 4
Мужчины
| Спортсмен      | Вид   | Забег          | Забег | Четвертьфинал | Четвертьфинал | Полуфинал | Полуфинал | Финал     | Финал     |
| Спортсмен      | Вид   | Результат      | Место | Результат     | Место         | Результат | Место     | Результат | Место     |
| -------------- | ----- | -------------- | ----- | ------------- | ------------- | --------- | --------- | --------- | --------- |
| Паскаль Дангбо | 100м  | 11,03          | 7     | Не прошёл     | Не прошёл     | Не прошёл | Не прошёл | Не прошёл | Не прошёл |
| Идриссу Тамиму | 800м  | Не финищировал | -     | Не прошёл     | Не прошёл     | Не прошёл | Не прошёл | Не прошёл | Не прошёл |
| Идриссу Тамиму | 1500м | 3:56,45        | 12    | Не прошёл     | Не прошёл     | Не прошёл | Не прошёл | Не прошёл | Не прошёл |

Женщины
| Спортсмен    | Вид            | Забег     | Забег | Четвертьфинал | Четвертьфинал | Полуфинал | Полуфинал | Финал     | Финал     |
| Спортсмен    | Вид            | Результат | Место | Результат     | Место         | Результат | Место     | Результат | Место     |
| ------------ | -------------- | --------- | ----- | ------------- | ------------- | --------- | --------- | --------- | --------- |
| Лора Кутей   | 100м           | 13,11     | 7     | Не прошла     | Не прошла     | Не прошла | Не прошла | Не прошла | Не прошла |
| Соня Агбесси | Прыжки в длину | 5,64      | 28    | Не прошла     | Не прошла     | Не прошла | Не прошла | Не прошла | Не прошла |